# 李庄站
李庄站是一个陇海线上的铁路车站，位于安徽省砀山县李庄镇，建于1915年，目前为四等站，邮政编码为235322。目前客运：办理旅客乘降；行李、包裹托运；货运：办理整车货物发到；危险货物仅办理农药、化肥发到。